# Корфская декларация
Корфская декларация — соглашение, подписанное на острове Корфу 20 июля 1917 года премьер-министром Сербии Николой Пашичем и председателем Югославянского комитета (основан в мае 1915 года в Лондоне) Анте Трумбичем, предусматривавшее по окончании Первой мировой войны объединение Королевства Сербии и югославянских земель Австро-Венгрии в единое государство — «Королевство сербов, хорватов и словенцев» под эгидой сербской династии Карагеоргиевичей. 11 августа к соглашению присоединился Черногорский комитет национального объединения (образован в марте 1917 года в Париже).

## Предыстория
С начала Первой мировой войны часть словенских и хорватских политических деятелей сделала ставку на победу Антанты. Бежав в условиях войны из Австро-Венгрии, они создали в Риме и Нише два политических центра югославянской эмиграции. В январе 1915 года на базе римского центра был создан Югославянский комитет, в который вошли крупные политические деятели Хорватии, Далмации, Боснии и Герцеговины, Словении. Перебравшись в Лондон, Югославянский комитет развернул активную политическую деятельность, и от имени югославянских народов Австро-Венгрии вёл переговоры с правительствами стран Антанты, а также Сербии и США.
В октябре 1915 года сербская армия была разбита на всех фронтах и с колоссальными потерями отступила через горы Албании к Адриатике. Её остатки были эвакуированы союзниками на остров Корфу. Февральская революция в России сильно подорвала позиции Сербии в лагере Антанты, лишив сербов своей традиционной внешнеполитической опоры в лице царского правительства, а приход к власти в России большевиков фактически оставил Сербию один на один со всей Европой.

## Переговоры и подписание декларации
В ситуации, сложившейся в 1917 году, сербские правящие круги пошли на серьёзные переговоры с эмигрантским Югославянским комитетом. В середине июня 1917 года на острове Корфу состоялась встреча премьер-министра Сербии Николы Пашича с лидерами Югославянского комитета. Исходные позиции сторон на переговорах принципиально различались: Пашич стоял за «Великую Сербию», Югославянский комитет — за федеративную Югославию. Однако внешнеполитическая ситуация диктовала необходимость компромисса, так как никто в мире больше не собирался радеть за интересы южных славян, и им приходилось рассчитывать только на себя.
20 июля 1917 года долгие и трудные переговоры завершились подписанием «Корфской декларации» — политической программы создания независимого единого югославянского государства. Предусматривалось, что будущее государство будет включать в себя все югославянские земли Австро-Венгрии, Сербию и Черногорию. Конституцию страны должно будет выработать специально созванное Учредительное собрание, однако было решено, что новое государство будет конституционной монархией во главе с династией Карагеоргиевичей, а не федерацией.

## Последствия
Обнародование Корфской декларации вызвало волну энтузиазма среди югославянских народов. В проигрыше оказалась лишь черногорская королевская династия — король Черногории Никола I Петрович оставался королём без королевства. Ещё в марте 1917 года в Париже был создан эмигрантский Черногорский комитет национального объединения, который от имени народа Черногории выразил солидарность с принципами Корфской декларации. Черногорский комитет установил тесные контакты с Югославянским комитетом и сербским правительством; в ответ король Никола I и эмигрантское правительство Черногории объявили «изменниками» всех черногорцев, поддержавших Корфскую декларацию.